# 三叶金锦香
三叶金锦香（学名：Osbeckia mairei）为野牡丹科金锦香属的植物，为中国的特有植物。分布于中国大陆的四川、云南、西藏等地，生长于海拔600米至900米的地区，多生于次生杂木林缘下，目前尚未由人工引种栽培。